# Gish
| Críticas profissionais | Críticas profissionais |
| Avaliações da crítica  | Avaliações da crítica  |
| Fonte                  | Avaliação              |
| ---------------------- | ---------------------- |
| Allmusic               | [ 1 ]                  |

Gish é o álbum de estreia da banda de rock norte-americana Smashing Pumpkins. O título foi escolhido baseado no sobrenome da atriz de cinema mudo, Lillian Gish, da qual a mãe do vocalista da banda, Billy Corgan, era fã. Segundo Corgan, o nome Gish tinha uma fonética agradável. Ele pensara em dar o nome Fish, mas optou por Gish pois o outro nome poderia criar uma confusão entre o nome do álbum e uma banda de rock progressivo chamada Phish. O disco foi gravado entre dezembro de 1990 e março de 1991 nos Butch Vig's Smart Studios em Madison, Wisconsin, e lançado em 28 de Maio de 1991.
As faixas "I Am One", "Rhinoceros", "Bury Me" e "Daydream" também aparecem nas fitas demo gravadas no começo de 1989.
O guitarrista James Iha declarou que comprou sua primeira guitarra Gibson Les Paul para a gravação de Gish. Ele usou exclusivamente este modelo de guitarras até o álbum Adore, de 1998.
Gish alcançou o 195° na parada americana algum tempo após seu lançamento, e atualmente é certificado de Platina, por ultrapassar o milhão de cópias vendidas. Até maio de 2005, 1,1 milhão de cópias foram vendidas (somente nos Estados Unidos).

## Faixas
Todas compostas por Billy Corgan, exceto "I Am One", composta por James Iha e Billy Corgan
1. "I Am One" – 4:07
2. "Siva" – 4:20
3. "Rhinoceros" – 6:32
4. "Bury Me" – 4:48
5. "Crush" – 3:35
6. "Suffer" – 5:11
7. "Snail" – 5:11
8. "Tristessa" – 3:33
9. "Window Paine" – 5:51
10. "Daydream" – 3:08
  - "I'm Going Crazy" (faixa oculta) - 0:30

## Singles
- "Siva" foi uma edição limitada, nos formatos 12" e CD, juntamente com a faixa "Window Paine"
- "Rhinoceros" aparece no EP Lull
- "I Am One" foi relançada como um single no CD com "Plume" e "Starla".
- "Tristessa", foi lançada como single antes da gravação do álbum.

## Canções não-incluídas
As seguintes canções foram escritas e gravadas para entrarem em "Gish", mas não tiveram este destino. Todas, exceto duas, foram lançadas mais tarde numa coletânea de lados B.
- "Blue" (lançada em Lull e em Pisces Iscariot)
- "Obscured" (lançada em Pisces Iscariot)
- "Slunk" (lançada em Lull e em Earphoria)
- "Why Am I So Tired?" (lançada em Earphoria)
- "Jesus Loves His Babies" (lançada no raro box Mashed Potatoes, de 1993)
- "La Dolly Vita" (originalmente, era o lado b de "Tristessa" e foi relançada em Pisces Iscariot)

## Créditos
- Billy Corgan - Vocais, Guitarra, Produção
- D'arcy Wretzky - Baixo, Vocais, Artes (Encarte e Capa)
- James Iha - Guitarra, Backing Vocals
- Jimmy Chamberlin - Bateria
- Bob Knapp - Fotografia
- Butch Vig - Produção, Mixagem
- Howie Weinberg - Masterização
- Michael Lavine - Fotografia
- Chris Wagner - Violino em "Daydream"
- Mary Gaines - Violoncello em "Daydream"

Gish também teve um flautista na faixa "Suffer", mas seu nome não foi divulgado.